# تشلك (غرمي)
تشلك (بالفارسية: چلک) هي قرية تقع في أردبيل في إيران. يقدر عدد سكانها بـ 404 نسمة بحسب إحصاء 2016.